# جان کالسون
جان کالسون(به انگلیسی: John Coulson) (۱۹۱۰-۱۹۹۰)مهندس شیمی بریتانیایی است.ولی تحصیلات خود را در رشته مهندسی شیمی در دانشگاه کمبریدج و کالج سلطنتی لندن انجام داد.وی به همراه جک ریچاردسون کتاب مهندسی شیمی کالسون و ریچاردسون را که یکی از مراجع مهم در رشته مهندسی شیمی است را تالیف نموده‌اند.همچنین وی برنده جایزه جرج دیویس در سال ۱۹۷۰ از طرف انجمن مهندسان شیمی شد.